# Подгайська
Подгайська (словац. Podhájska) — село, громада округу Нове Замки, Нітранський край. Кадастрова площа громади — 11.12 км².
Населення 1015 осіб (станом на 31 грудня 2019 року).

## Історія
Подгайська згадується 1075 року.

## Населення
| Рік:            | 1994. | 2004.   | 2014.    | 2024.   |
| --------------- | ----- | ------- | -------- | ------- |
| Кількість осіб: | 1258  | 1156    | 1032     | 1062    |
| Різниця:        |       | -8,10 % | -10,72 % | +2,90 % |

| Рік:            | 2023. | 2024.   |
| --------------- | ----- | ------- |
| Кількість осіб: | 1055  | 1062    |
| Різниця:        |       | +0,66 % |